# Pimelea leptospermoides
Pimelea leptospermoides är en tibastväxtart som beskrevs av Ferdinand von Mueller. Pimelea leptospermoides ingår i släktet Pimelea och familjen tibastväxter. Inga underarter finns listade i Catalogue of Life.